# Абрамян, Евгений Арамович
Евге́ний Ара́мович Абрамя́н (3 августа 1930 — 23 декабря 2014) — учёный в области экспериментальной физики. Профессор, доктор технических наук, лауреат Государственной премии СССР, один из основателей нескольких новых направлений отечественной атомной техники. Основные работы посвящены ускорителям заряженных частиц, высоковольтной технике, глобалистике. Автор 100 изобретений и нескольких книг по технической физике. Руководил научными коллективами в Институте атомной энергии им. И. В. Курчатова, Институте ядерной физики им. Г. Будкера, Институте высоких температур Академии наук ССР, созданием в 1960-х годах физико-технической специальности в Новосибирском государственном техническом университете, заведовал профилирующей кафедрой. В последние годы опубликовал несколько работ по политологии и глобалистике.

## Биография
Родился в 1930 году в городе Тбилиси.

### Образование
- 1947 год — окончил школу с золотой медалью и поступил в МГТУ (тогда МВТУ) имени Баумана; факультет ракетной техники, инженерно-физический факультет. На 4-м курсе — сталинский стипендиат.
- 1951 год — перешёл в МИФИ (тогда Московский механический институт), который окончил в 1953 году.

### Работа
- с 1953 по 1958 год — работал в Институте атомной энергии имени Курчатова (тогда ЛИПАН).
- с 1952 по 1957 год — летом работал инструктором альпинизма в горах Кавказа.
- с 1958 по 1972 год — заведовал лабораторией в Институте ядерной физики Сибирского отделения Академии наук СССР (Новосибирск), один из основателей института.
- защитил кандидатскую диссертацию "Установки для получения больших циркулирующих токов со спиральным накоплением"[2]
- в 1967 году защитил диссертацию на степень доктора технических наук, тема: "Сильноточные промышленные ускорители"[3]
- с 1962 по 1971 год — руководил созданием новой специальности «инженер-электрофизик» в Новосибирском государственном техническом университете (НГТУ).
- с мая 1966 года по февраль 1972 года — заведующий кафедрой «Электрофизические установки и ускорители», один из создателей физико-технического факультета НГТУ.
- с 1972 по 1993 год — заведовал отделом в Институте высоких температур Российской академии наук (Москва), организовал новый научный коллектив для исследования интенсивных электронных пучков.

### Член научного сообщества
- Действительный член Академии прогнозирования (исследований будущего).

## Публикации
Является автором более 90 научных работ и 100 изобретений. Основные труды — в области сильноточных электронных пучков, рекуперации энергии потоков заряженных частиц, промышленных ускорителей, генераторов интенсивной радиации, высоковольтных трансформаторов, а также в области политологии, глобалистики и футурологии.
- Е.А. Абрамян, Г.И. Будкер, Г.В. Глаголев, А.А. Наумов. Бетатрон со спиральным накоплением электронов // Журнал технической физики. — 1965. — Т. ХХХУ, № 4.
- Е.А. Абрамян, С.Б. Вассерман, В.А. Цукерман и др. Генератор коротких импульсов жёсткого рентгеновского излучения высокой интенсивности // Доклады Академии наук. — 1970. — Т. 192, № 1.
- Е.А. Абрамян, А.Н. Шарапа. Эксперименты по рекуперации энергии электронного пучка // Приборы и техника эксперимента. — 1971. — № 2.
- Е.А. Абрамян, Б.А. Альтеркоп, Г.Д. Кулешов. Передача энергии электронным пучком: Проблемы и перспективы. — М.: ИВТАН, 1982. — 19 с.
- Е.А. Абрамян, В.П. Тараканов. Трансформатор с ударным возбуждением с нерезонансными контурами. — М.: ИВТАН, 1983. — 15 с.
- Е.А. Абрамян , Б.А. Альтеркоп , Г.Д. Кулешов. Передача энергии электронным пучком: Проблемы и перспективы // Электричество : журнал. — 1983. — № 7.
- Е.А. Абрамян, Б.А. Альтеркоп, Г.Д. Кулешов. Интенсивные электронные пучки: Физика, техника, применение. — М.: Энергоатомиздат, 1984. — 231 с.
- Е.А. Абрамян. Промышленные ускорители электронов. — М.: Энергоатомиздат, 1986. — 250 с.
- E.A. Abramyan. Промышленные ускорители электронов = Industrial Electron Accelerators and Applications. — New York: Hemisphere Publishing Corp., 1988. — 302 с.
- Е.А. Абрамян. Долго ли осталось нам жить? Анализ обстановки в мире и перспектив будущего. — М.: Терика, 2006. — 536 с.
- Е.А. Абрамян. Судьба цивилизации. Что нас ожидает в XXI веке. — М.: Терика, 2007. — 554 с.
- Е.А. Абрамян. Цивилизация в XXI веке. Анализ обстановки в мире и перспектив будущего. — М.: Терика, 2008. — 555 с.
- Evgeny Abramyan. Цивилизация в XXI веке = Civilization in the twenty-first Century. — 2008. — 547 с.
- Е. А. Абрамян «Мемуары» — 2013. — 243 с.